# سيف الأمازون كبير الأوراق
سيف الأمازون كبير الأوراق (الاسم العلمي:Echinodorus macrophyllus) هو نوع من النباتات يتبع جنس سيف الأمازون من الفصيلة المزمارية.